# شریعه (استان تبسه)
شریعه (به عربی: الشریعة) یک شهرداری در الجزایر است که در استان تبسه واقع شده‌است.